# 華盛頓大學
华盛顿大学（英語：University of Washington，缩写为“UW”，口语上称作U-Dub），是一所位於美國華盛頓州西雅圖的研究型州立大學。其創建於1861年，是美國西岸设立最早的大學之一，也是美國西北部最大的大學，被譽為公立常春藤。西雅图设市十年后建立的华盛顿大学，其初始目标是为了辅助西雅图的经济建设与发展。華盛頓大學占地2.84平方公里的主校区位于普吉特海湾北方的大学区，其亦于西雅图周边的巴薩爾和塔科馬設有校區。时至今日，华盛顿大学合计擁有超過500棟建築共186万平方米的室内空间，和世界最大的图书馆群之一，下属26间图书馆、藏書達750萬册。每年，华盛顿大学授予超过一万两千个本科、硕士及博士学位。华盛顿大学采用四学期制，每学期开设1800门课程之多。
华盛顿大学是美洲大學協會成员，被美国国家科学基金会分类为极高学术产出的博士学位大学。于2018年，华盛顿大学的学术支出14.1亿美元，位列全美第五。华盛顿大学于医学、工程、科学均有大量建树，其福斯特商學院、保罗·G·艾伦计算机科学与工程学院和医学院之招生录取竞争极为激烈。与此同时，大学也深受华盛顿州诸如亚马逊、波音、任天堂等的在地企业的反哺。尤其微软，其创始人比尔·盖茨、保罗·艾伦在创建微软时期和华盛顿大学的关系尤为紧密。此外，华盛顿大学的体育运动队华盛顿哈士奇也具有极高的竞技水平，于国家大学体育协会第一级别的十大聯盟作赛。
华盛顿大学共有21位校友及教職員獲得諾貝爾獎，并有数位普利策奖得主。

## 歷史

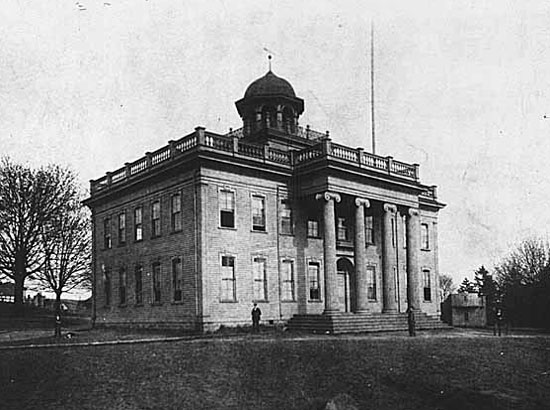
1870年的學校建築

1854年華盛頓領地總督艾薩克·史蒂文斯打算在領地內建造一所大學，加上衛理公會傳道者丹尼爾·巴格利（Daniel Bagley）、西雅圖的創建者亞瑟·阿姆斯特朗·丹尼（Arthur Armstrong Denny）等人的協助，1861年11月4日華盛頓領地大學（Territorial University of Washington）在西雅圖成立，此即華盛頓大學的前身。

## 校区

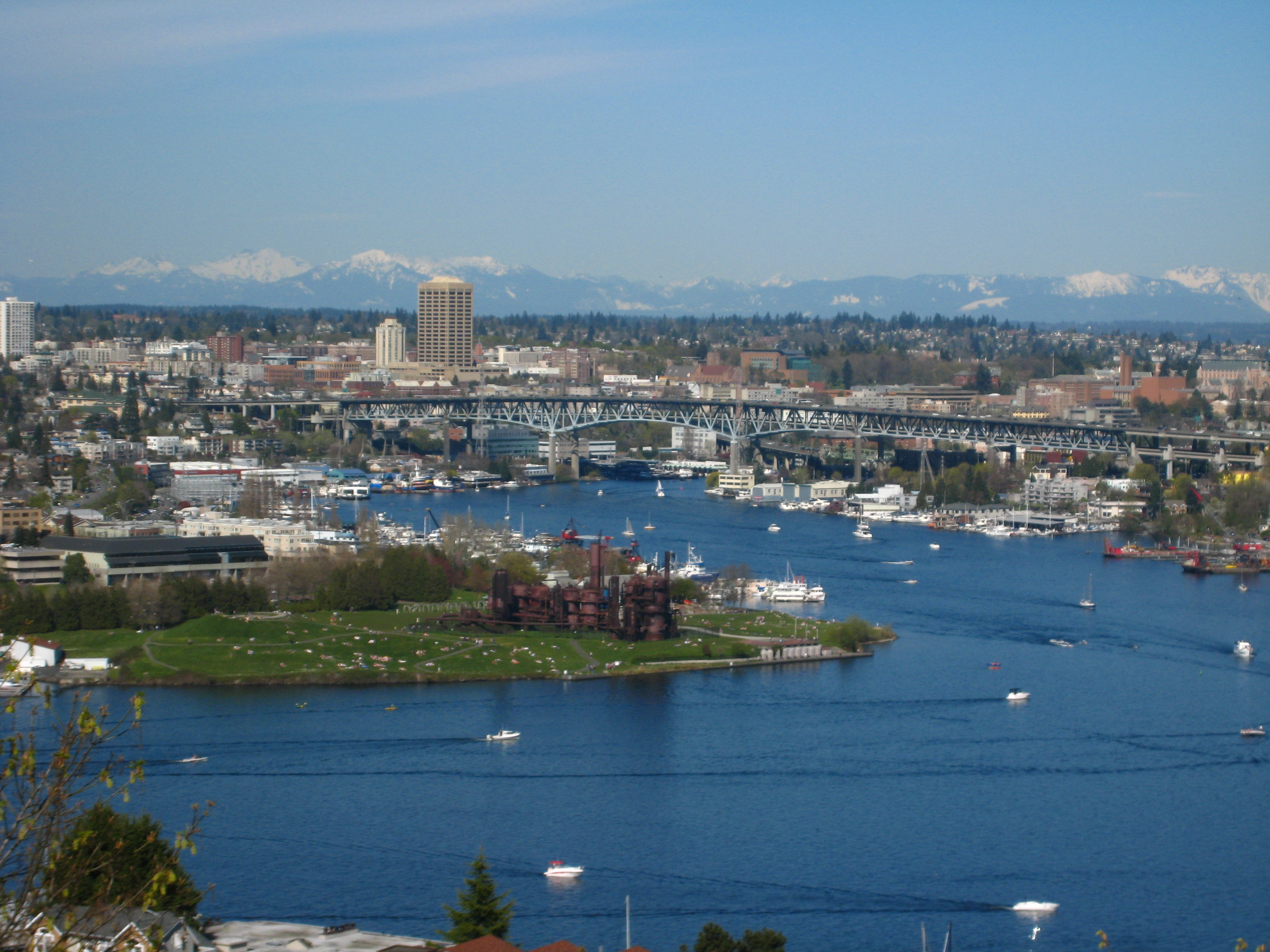
华盛顿大学外景

华盛顿大学由三个校区组成。主校区在西雅图市中心。西雅图校区提供学士、硕士和博士学位課程，华盛顿大学还有Bothell与Tacoma（華盛頓州Tacoma）两个校区提供学士到硕士学位課程。华盛顿大学是一所全方位发展的大型研究型高等学府，西雅图主校区包括16个学院，为本科一年级新生到博士在读生提供课程和專業研究机会。
华盛顿大学图书馆的馆藏量在北美高校图书馆中排名第十二。华盛顿大学拥有19个图书馆，包括總图书馆Suzzallo and Allen Libraries，Odegaard Undergraduate Library，Health Science Libraries and Information Center和东亚图书馆等。华盛顿大学图书馆设置的信息出口（Information Gateway）提供数以千计的电子出版品以供检索利用。华盛顿大学图书馆拥有750万馆藏以及等量的微缩资料、5万种期刊及几百万种其它形式的资料。

### 西雅圖校本部

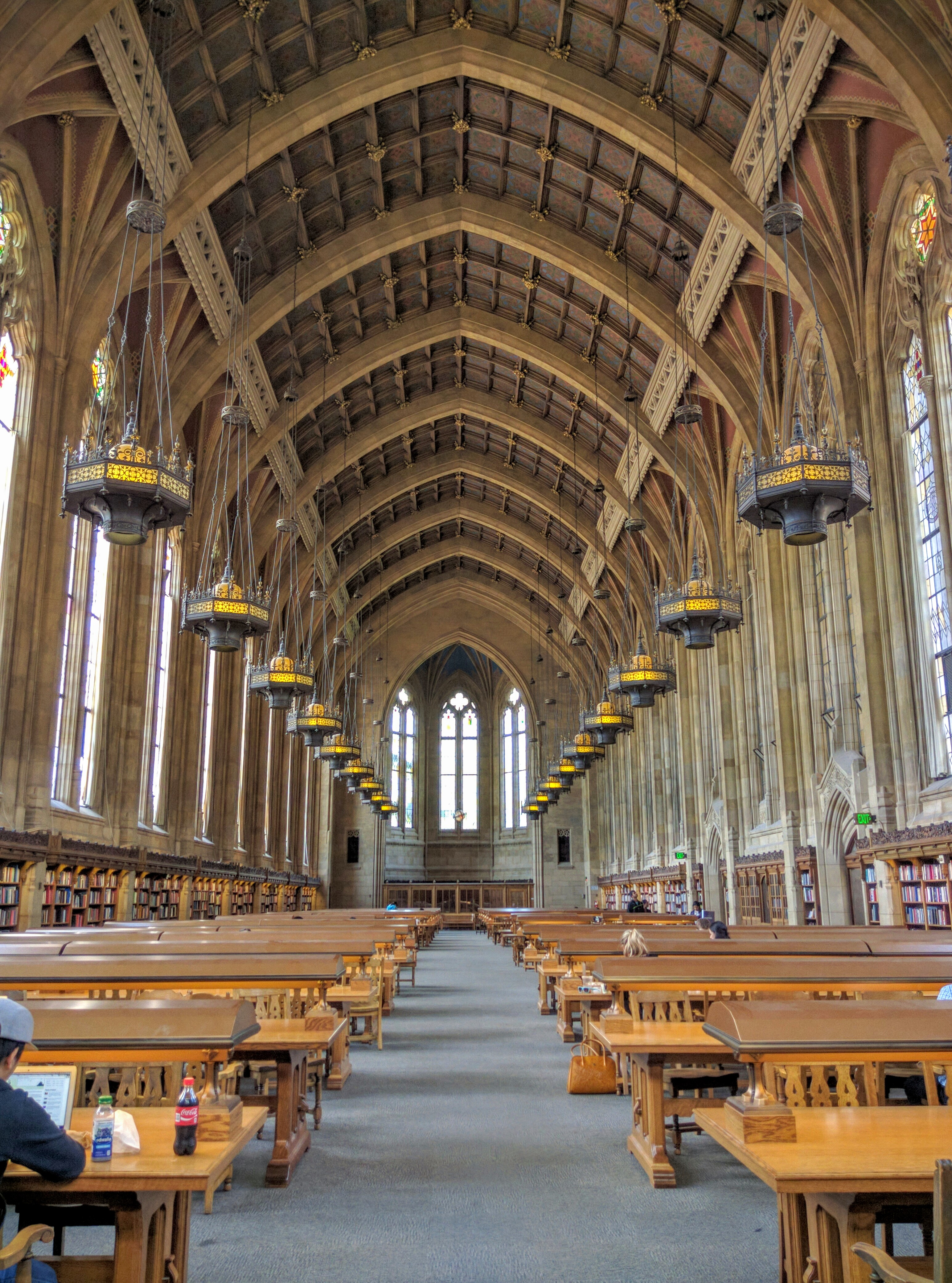
苏萨罗图书馆內部

华盛顿大学几乎所有主校园的建筑物都以哥特式建築、哥特式风格为主题，中央广场Red square铺满红砖。正对广场的苏萨罗图书馆是典型的哥特式建筑：众多拱门镶嵌人物雕塑，门柱与窗框上都雕有复杂的花纹。二楼閱覽室的彩绘玻璃窗，在夕阳余辉的映照下会发出淡蓝色的光芒，更为这栋莊嚴而肃穆的建筑增添不少璀璨的色彩。沿着广场左边的台阶走下去，就会看到一座圆形的喷泉Drumheller Fountain，路的两边种满了樱花树。晴朗时可看到远处的瑞尼爾山。华盛顿大学的伯克自然歷史和文化博物館展有许多珍贵的印地安文物，其中有图腾，独木舟以及各式各样的手工制品。现代化的美术馆Henry Art Gallery，馆内经常举办以現代藝術作品为主的展览活动。

### 校园交通
西雅图有着非常发达的公共交通系统，公交车线路众多且班次频密。由海湾公共交通局（Sound Transit）运营的西雅图轻轨（Link light rail）在哈士奇体育场旁设有UW / Husky Stadium Link Station，从华大坐轻轨到西雅图市中心的Westlake Station仅需7分钟，到西雅图唐人街仅需14分钟，到西雅图国际机场约45分钟。Sound Transit还运营有走高速公路开往周边热点地区与公交枢纽的Express Bus，具体线路及班次信息可查询Sound Transit官网 （页面存档备份，存于）。
King County Metro运营西雅图市的巴士及轮渡，在华盛顿大学校园有多条公交线路，具体信息请参阅King County Metro官网 （页面存档备份，存于）。要查看华盛顿大学周边地区的公共交通地图，可查阅King County Metro网站上的System Map （页面存档备份，存于）。

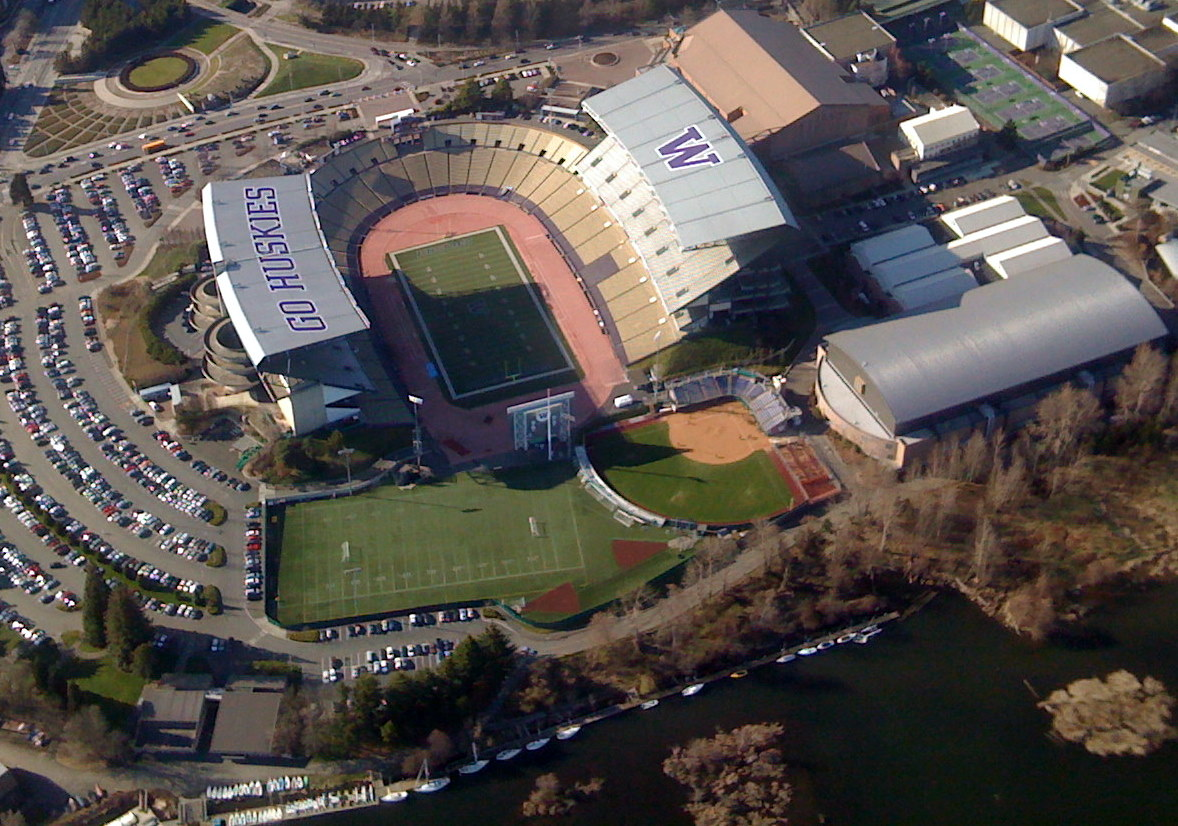
华盛顿大学体育场

与美国其他大学一样，华盛顿大学提供U-Pass，所有支付了Service & Activities Fee (SAF)的学生即可使用U-Pass，U-Pass与Husky Card一体。凭U-Pass可免费无限次搭乘西雅图地区的公共汽车，无轨电车，有轨电车，轻轨，通勤铁路及轮渡。具体内容请查询U-PASS华大官网。 （页面存档备份，存于）

## 教学
在本科生和研究生中，国际学生比例均占15%。华盛顿大学采用学季制，一个学季有11个星期，每年3个学季，各学季间有一至两周假期。

## 体育
华盛顿大学与斯坦福大學、加州大學伯克利分校和加州大學洛杉磯分校同属太平洋十二校聯盟。校內擁有哈士奇體育場。

## 學院
華盛頓大学设有17个学院，其中醫學院、藥學院，護理學院，牙医学院、公共衛生学院，社会工作学院及資訊學院均列美国研究所同类学院的前5位。
- 文理學院  College of Arts and Sciences
- 工學院  College of Engineering
- 法學院  School of Law
  - 法學院的学生编辑《环太平洋法律政策期刊》（Pacific Rim Law & Policy Journal）[6]
- 商學院  Michael G. Foster School of Business
- 教育學院  College of Education
- 資訊學院  Information School
- 全球研究學院  Henry M. Jackson School of International Studies
- 研究生院 Graduate School
- 醫學院  School of Medicine
- 藥學院  School of Pharmacy
- 牙醫學院  School of Dentistry
- 護理學院  School of Nursing
- 環境學院  College of the Environment
- 城市建筑學院  College of Built Environments
- 公共衛生學院  School of Public Health
- 社會工作學院  School of Social Work
- 公共事務學院  Daniel J. Evans School of Public Affairs

## 排名
2023年US News世界大學排名第6位，2023年世界大學學術排名（ARWU）第17位，2024年QS世界大学排名第63位，2024年泰晤士高等教育世界大學排名第25位。

## 著名人物
华盛顿大学培养出138名傅爾布萊特計畫得主，35名羅德獎學金得主，7名马歇尔奖得主和4名盖茨剑桥奖得主。华盛顿大学校友和教授中产生过11位諾貝爾獎得主和12位普利策奖得主。华盛顿大学拥有21,977名教职员工，包括5,803名教师，师生比例为1：7.79，其中众多教授为所在学术领域的世界领导者。现任教授中有9位諾貝爾獎得主，151位美國科學促進會委员，215位美国院士，包括：68位美國國家科學院院士，67位美國文理科學院院士，53位美国国家医学院院士，21位美國國家工程院院士；4位美國哲學會院士，2位美国国家公共管理科学院院士。华盛顿大学现任教授中还包括：29位美国总统科学技术奖得主，15位Howard医学奖得主，15位麦克阿瑟天才奖得主，9位Gairdner Foundation International Award奖得主，5位美国国家科学奖得主，2位美国国家艺术奖得主，2位美国国家图书奖得主，2位普利策奖得主，1位菲尔兹奖得主和1位图灵奖得主等。

### 諾貝爾獎得主
共有15名諾貝爾獎得主為華盛頓大學校友或導師：
- 琳達·巴克–生理学与医学（2004年）
- 漢斯·德默爾特–物理学（1989年）
- 埃德蒙·費希爾-生理学与医学（1992年）
- 傑佛瑞·霍爾 - 生理學或醫學（2017年）
- 利蘭·哈特韋爾-生理学与医学（2001年）
- 喬治·H·希欽斯-生理学与医学（1988年）
- 埃德溫·克雷布斯-生理学与医学（1992年）
- 道格拉斯·諾斯–经济科学（1993年）
- 馬丁·羅德貝爾-生理学与医学（1994年）
- 威廉·福塞斯·夏普-经济科学（1990年）
- 喬治·斯蒂格勒-经济科学（1982年）
- 唐纳尔·托马斯-生理学与医学（1990年）
- 大衛·杜列斯-物理学（2016年）
- 戴維·瓦恩蘭–物理学（2012年）
- Peter Guttorp（IPCC）–和平（2007年）

### 普利策奖得主
- William Bolcom–音乐（1988年）
- Stephen Dunn–诗歌（2001年）
- Richard Eberhart–诗歌（1966年）
- Ed Guthman–新闻（1949年）
- David Horsey–社论（1975年）
- Mike Luckovich–社论 （1982年）
- Vernon Louis Parrington–历史（1928年）
- Peter Rinearson (2005) –写作（1984年）
- 瑪莉蓮·羅賓遜–小说（1977年）
- Theodore Roethke–诗歌（1954年）
- James Wright（1954, 1959）–诗歌（1972年）

### 商业
- William S. Ayer（1978） - 現任阿拉斯加航空公司總裁兼執行長
- Chris DeWolfe（1988） - MySpace（2003-2009）
- Bill Gates 家族 (William, Mary Maxwell, Kristianne) Bill Gates(微軟股份有限公司)的家族
- 亚瑟·莱文森（英语：Arthur D. Levinson）- 现任苹果公司董事会主席（2011年11月16日至今）
- Nordstrom 家族（Elmer, Everett, Lloyd, Bruce, James F. Jr., John N., Blake, Peter, Erik, Daniel and William） - 美國高級百貨公司Nordstrom 創始人及股東
- Barack H. Obama 家族 (Stanley Ann Dunham, Madelyn Lee Payne Dunham) 巴拉克·奥巴马 (Barack Obama)第44任美國總統的家族
- Donald Petersen（1946） - 福特汽車前總裁（1985-1989）
- Orin C. Smith（1965） - 星巴克前執行長（2000-2005）及總裁（1994-2005）
- Ivan Taslimson（1999） - 微軟（1999-2001）冬至美国的创造者(1997-2009)

### 文化
- 肯尼·基 (Kenny G)：美國知名薩克斯管演奏家

### 教育
- 彭蒙惠：原名多麗絲·布魯爾姆（Doris Brougham），台灣空中英語教室創辦人。

### 華人
- 林雲浩：香港高等法院原訟法庭法官
- 李小龙 (Bruce Lee)：國際著名華人武術家、武打演員、導演
- 翁以登：香港科技大學副校長
- 丁邦新：香港科技大學人文社會科學學院院長（1996－2004），中央研究院院士，語言學家。
- 李貞德：中央研究院歷史語言研究所特聘研究員兼所長、國立清華大學歷史研究所教授，性別史學者。曾任清華歷史研究所所長。
- 沈富雄：台灣政論及政治人物，前立法委員。
- 楊德昌：臺灣知名電影導演。
- 林凡：臺灣歌手。
- 李芸：臺灣女藝人。
- 陳芳明：國立政治大學台灣文學研究所所長（現任），當代台灣文學和史學的研究學者。
- 楊日昌：香港應用科技研究院有限公司（應科院）行政總裁（現任）。
- 曾憲政：台灣化學工程研究者、教育工作者，台南縣七股鄉人。
- 古德麟：香港遵理學校數學補習名師。
- 胡流源：美籍華裔生物工程學家，美國國家科學院醫學院、工程學院院士，中央研究院院士。
- 潘政琮：台灣男子職業高爾夫球運動員，2020東京奧運高爾夫男子個人銅牌得主。
- 鄧景輝：香港新聞工作者
- 黃宏達：香港電影視覺特效導演
- 陳詠悠：香港女子網球、匹克球運動員

## 外部連結
- 官方网站